# کایون، سنت کیتس و نویس
کایون (به لاتین: Cayon) یک شهرک در سنت کیتس و نویس است.
این شهرک که در جزیره سنت کیتس قرار دارد در سال ۲۰۱۰ میلادی، ۲۵۰۰ نفر جمعیت داشته‌است.